# Pointe de Bella Cha
La pointe de Bella Cha est un sommet de la chaîne des Aravis, à 2 511 m d'altitude, dans le département de la Haute-Savoie.

## Toponymie
Les noms des montagnes font partie des plus anciennes couches de toponymes. La plupart du temps, ils ont donc une origine celte ou indo-européenne[Quoi ?]. Beaucoup d'oronymes celtes ont un sens religieux. Si le toponyme Bellacha est un mot de langue celte, il semble être composé sur la base des racines belo « fort, puissant » et uxa « élevé, en haut ». Bellacha signifierait donc littéralement « la puissante d'en haut ». Dans les religions on utilise souvent ce genre d'expression pour désigner un dieu (« le très grand, le très haut, le tout puissant »).

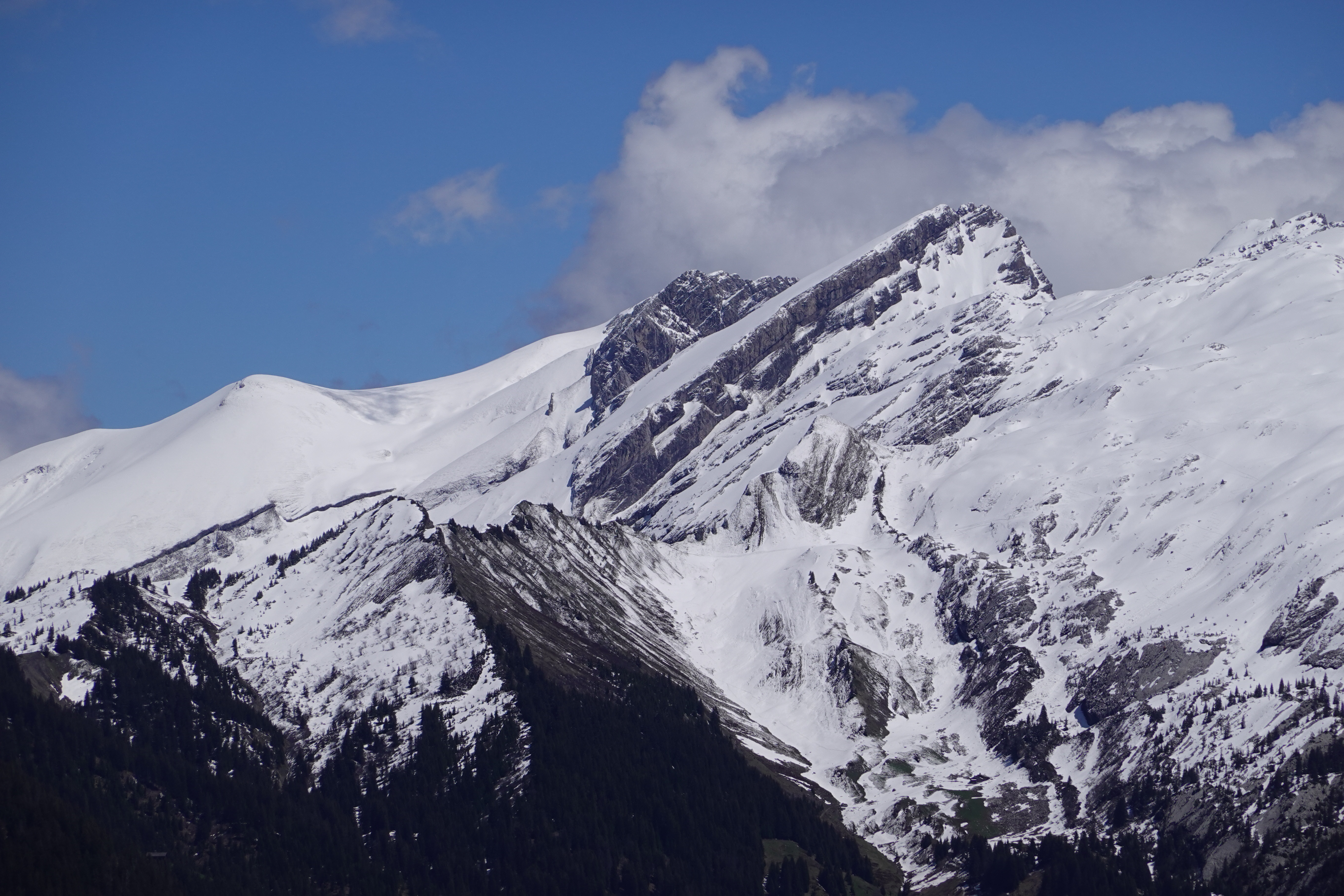
La pointe de Bella Cha enneigée depuis le sud-ouest.